# Phaeoceros carolinianus
Phaeoceros carolinianus là một loài rêu trong họ Anthocerotaceae. Loài này được Michx. Prosk. mô tả khoa học đầu tiên năm 1951.